# Albuquerque

Albuquerque New Mexico USA Street Map in Vector SVG

Albuquerque (pronunciación inglesa:  /ˈælbəkɜɹki/), abreviada como ABQ, es una ciudad situada en el estado de Nuevo México (Estados Unidos). Tiene una población estimada, a mediados de 2022, de 561 008 habitantes.
Sus apodos, The Duke City y Burque, se refieren a su fundación en 1706 como La Villa de Alburquerque por el gobernador español de Nuevo México, Francisco Cuervo y Valdez. 
Nombrada en honor al entonces virrey de Nueva España, el décimo duque de Alburquerque, esta era un puesto de avanzada en el Camino Real, que unía la Ciudad de México con los territorios más septentrionales de Nueva España. 
En el censo de 2020 registró una población de 564 559 habitantes, de modo que es la 32.ª ciudad más poblada de Estados Unidos y la cuarta más grande del Suroeste. Es la ciudad principal del área metropolitana de Albuquerque, que registró 916 528 habitantes en julio de 2020.

## Geografía
Ubicada en el centro-norte de Nuevo México, Albuquerque es la sede del condado de Bernalillo. Al este está la sierra de Sandía (Sandia Mountains). El río Grande fluye de norte a sur a través de su centro, mientras que la zona conocida como West Mesa y el Monumento Nacional de los Petroglifos conforman la parte occidental de la ciudad.
Albuquerque tiene una de las elevaciones más altas de cualquier ciudad importante de Estados Unidos con un rango desde los 1500 metros sobre el nivel del mar, cerca del río Grande, a más de 2000 metros sobre el nivel del mar en las zonas de Sandia Heights y Glenwood Hills. Las mayores alturas se encuentran en un área sin desarrollar en la zona conocida como Albuquerque Open Space; allí, el terreno se eleva a unos 2100 metros sobre el nivel del mar. El punto más alto es el Sandia Crest, a una altitud de 3255 metros sobre el nivel del mar.

## Demografía
Según el censo de 2020, en ese momento la ciudad tenía una población de 564 559 habitantes. La densidad de población era de 1163.97 hab./km².
| Tipo                   | Núm.    | Porc.  |
| ---------------------- | ------- | ------ |
| Blancos                | 294 953 | 52.2%  |
| Afroamericanos         | 19 833  | 3.5%   |
| Amerindios             | 31 707  | 5.6%   |
| Asiáticos              | 18 938  | 3.4%   |
| Isleños del Pacífico   | 671     | 0.1%   |
| De otros tipos         | 80 062  | 14.2%  |
| De una mezcla de tipos | 118 395 | 21.0%  |
| Total                  | 564 559 | 100.0% |

Del total de la población, el 47.7% son hispanos o latinos de cualquier raza.

## Economía
La economía de Albuquerque se centra en la ciencia, la medicina, la tecnología, el comercio, la educación, el entretenimiento y la cultura. 
La ciudad es el centro del Corredor Tecnológico de Nuevo México, una concentración de instituciones dedicadas a la investigación y el desarrollo científico. Los principales nodos dentro del corredor incluyen instalaciones federales como la Base de la Fuerza Aérea de Kirtland (Kirtland AFB), los Laboratorios Nacionales Sandia, el Instituto de Investigación Respiratoria Lovelace y los Servicios de Salud Presbiterianos; instituciones académicas como la Universidad de Nuevo México y el Colegio Comunitario Central de Nuevo México, así como diversas empresas privadas. Albuquerque también fue el lugar donde se fundaron MITS y Microsoft. 
Los estudios de cine tienen una presencia importante en el estado de Nuevo México. La empresa NetFlix mantiene un importante centro de producción en Albuquerque Studios. 
Hay numerosos centros comerciales en la ciudad, incluidos ABQ Uptown, el Coronado Mall, el Cottonwood Mall, el Nob Hill Business Center y el Winrock Town Center. También se encuentran una pista de carreras de caballos y casino llamado The Downs Racetrack & Casino, así como el Casino Santa Ana Star (Santa Ana Star Casino Hotel). 
Anualmente se celebra en octubre la Fiesta Internacional del Globo. Aunque el COVID-19 obligó a cancelar el evento de 2020, el evento regresó con éxito en 2021.
Otro lugar importante es la Expo Nuevo México, donde se llevan a cabo otros eventos anuales, como el pow wow más grande de América del Norte, el Encuentro de Naciones, así como la Feria Estatal de Nuevo México.
Otros sitios relevantes en el área metropolitana son el Centro Cultural Nacional Hispano, el Popejoy Hall de la Universidad de Nuevo México, el Santa Ana Star Center y el Anfiteatro Isleta. La plaza de Old Town, el Hotel y la iglesia de San Felipe de Neri albergan fiestas tradicionales y eventos como bodas. También cerca de Old Town se encuentran el Museo de Historia Natural y Ciencia de Nuevo México, el Museo de Arte e Historia de Albuquerque, el Centro Cultural Indian Pueblo, Explora y el Parque Biológico de Albuquerque. En el centro de Albuquerque se encuentran los teatros históricos como el Teatro KiMo, y cerca de la Plaza Cívica se encuentra el Pabellón Al Hurricane y el Centro de Convenciones de Albuquerque con su Auditorio Kiva. Debido al tamaño de su población, el área metropolitana recibe regularmente la mayoría de los conciertos de música nacionales e internacionales, espectáculos de Broadway y otros grandes eventos itinerantes, así como música de Nuevo México y otras actuaciones musicales locales.

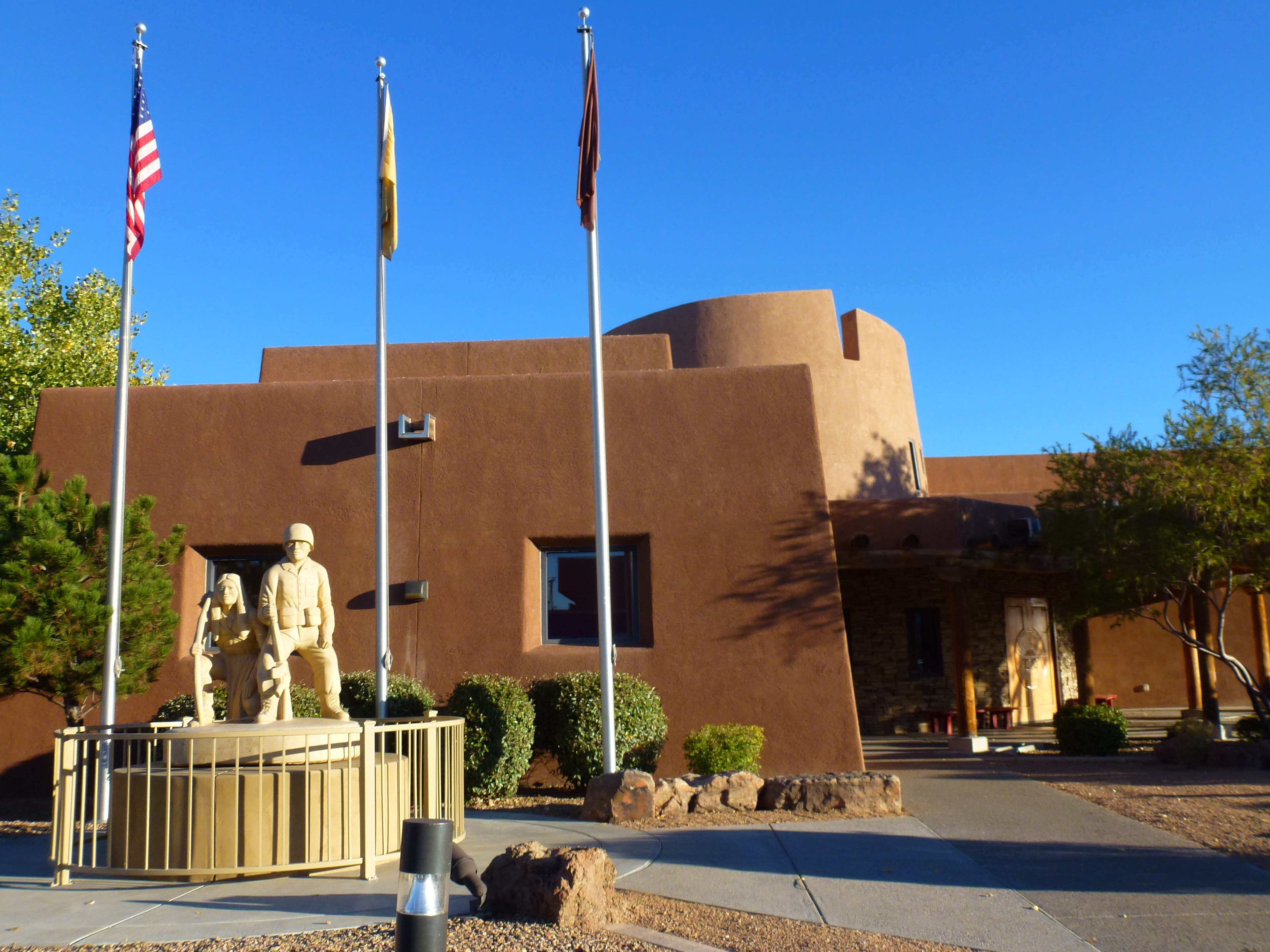
Indian Pueblo Cultural Center

Asimismo, debido al tamaño metropolitano, cuenta con una escena muy variada de restaurantes de distintas cocinas globales, así como con locales de la cocina de Nuevo México, propia del estado. Ser el foco del Middle Rio Grande Conservancy District le da un contraste agrícola a lo largo de las acequias con el entorno de la ciudad, que de otro modo sería fuertemente urbano. Cultivos como el chile de Nuevo México se cultivan en todo el río Grande; el chile rojo o verde es un alimento básico de la cocina de Nuevo México antes mencionada. Albuquerque es uno de los principales contribuyentes del AVA del Valle Medio del Río Grande con vino de Nuevo México producido en varios viñedos, también es la sede de varias fábricas de cerveza de Nuevo México. El río también proporciona acceso comercial a la región del Valle de Mesilla (que contiene las ciudades de Las Cruces y El Paso) al sur, con su Valle de Mesilla AVA y el Valle Hatch adyacente, que es bien conocido por sus chiles de Nuevo México. Se encuentra en varias rutas comerciales y de viaje, incluido el ferrocarril de Santa Fe (ATSF), la Ruta 66, la Interestatal 25, la Interestatal 40 y el Albuquerque International Sunport.

## Historia
Los petroglifos tallados en basalto en la parte occidental de la ciudad dan testimonio de una temprana presencia de nativos americanos en el área, ahora conservada en el Monumento Nacional de los Petroglifos.
Los pueblos tanoanos y keresanos habían vivido a lo largo del río Grande durante siglos antes de que los españoles llegaran a lo que ahora es Albuquerque. Para el siglo XVI, había alrededor de veinte pueblos tihua a lo largo de un tramo de 97 km del río Grande desde la actual Algodones hasta la confluencia del Río Puerco al sur de Belén. De estos, 12 o 13 grupos estaban densamente agrupados cerca de la actual Bernalillo y el resto se extendió hacia el sur.
Dos pueblos tihua se encuentran específicamente en las afueras de la ciudad actual, los cuales han sido habitados continuamente durante muchos siglos: Sandía, fundado en el siglo XIV, e Isleta, que se remonta a principios del siglo XVII, cuando fue elegida como sede de la Misión de San Agustín de la Isleta, una misión católica.
También era probable que los pueblos navajo, apache y comanche hubieran establecido campamentos en el área, ya que hay evidencia de intercambio comercial y cultural entre los diferentes grupos nativos que se remontan a siglos antes de la llegada de los europeos.

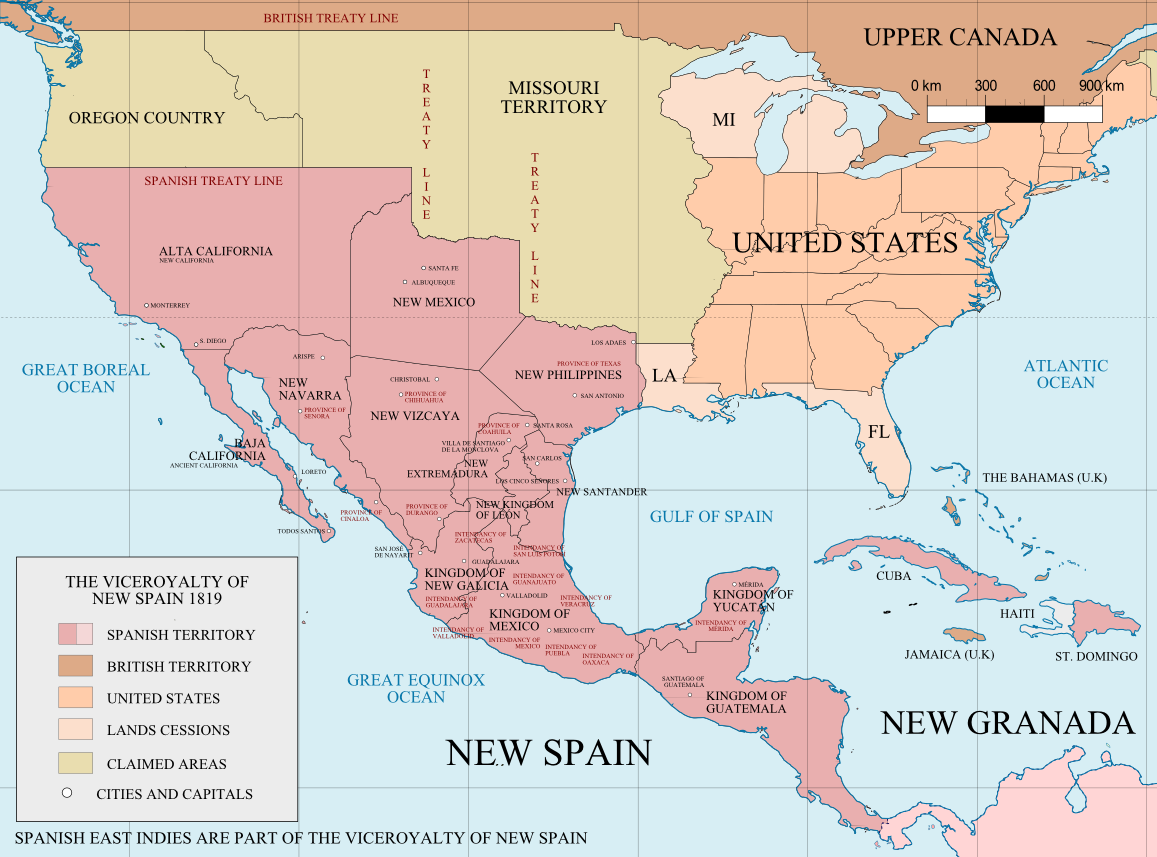
Albuquerque fue fundada en 1706 como villa de Nuevo México, Nueva España.

Albuquerque fue fundada en 1706 como La Villa de Alburquerque por Francisco Cuervo y Valdés y era un puesto de avanzada en el reino provincial de Santa Fe de Nuevo México. Lleva el nombre del virrey Francisco Fernández de la Cueva, décimo duque de Alburquerque, que es de un pueblo de España. En sus orígenes Albuquerque era una comunidad de agricultores y pastores y un puesto de avanzada comercial y militar estratégicamente ubicado a lo largo del Camino Real, junto con otros ya establecidos para los pueblos tihua e hispanos en el área, como Barelas, Corrales, Isleta, Los Ranchos y Sandia.
Después de 1821, México también tuvo presencia militar allí. La ciudad de Alburquerque fue construida con el patrón tradicional de villa española: una plaza central rodeada de edificios gubernamentales, casas y una iglesia. Esta zona de la plaza central se ha conservado y está abierta al público como área cultural y centro de comercio. Se le conoce como Old Town o a veces como La Placita (en español). En el lado norte de la plaza está la Iglesia de San Felipe de Neri. Construida en 1793, es uno de los edificios más antiguos de la ciudad.

### SigloXIX
Después de que el Territorio de Nuevo México se quedó en manos de Estados Unidos, Albuquerque tuvo una guarnición federal y un depósito de intendencia, el Puesto de Albuquerque, desde 1846 hasta 1867.
Durante la Guerra de Secesión, Albuquerque fue ocupada durante un mes en febrero de 1862 por tropas confederadas al mando del general Henry Hopkins Sibley, quien poco después avanzó con su cuerpo principal hacia el norte de Nuevo México. Durante la retirada de las tropas de la Unión a Texas, tomó una posición el 8 de abril de 1862 en la ciudad y luchó en la Batalla de Albuquerque contra un destacamento de soldados de la Unión al mando del coronel Edward R. S. Canby. Este enfrentamiento provocó pocas bajas, ya que algunos ciudadanos de Albuquerque ayudaron a la Unión a librar a la ciudad de las tropas confederadas.

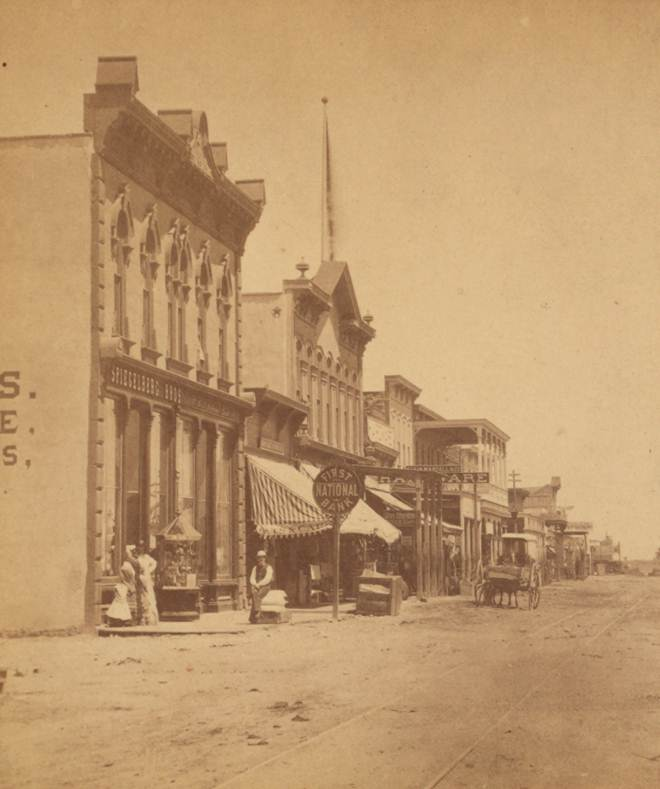
Aspecto del centro de Albuquerque en la década de 1880

Cuando el Ferrocarril Atchison, Topeka y Santa Fe llegó en 1880, pasó por alto la Plaza, ubicando el depósito de pasajeros y las vías ferroviarias a unos 3 km al oriente en lo que rápidamente se conoció como New Albuquerque o New Town. La empresa ferroviaria construyó un hospital para sus trabajadores que luego fue un centro psiquiátrico juvenil y ahora es un hotel. Muchos comerciantes anglosajones, montañeses y colonos se filtraron lentamente hacia Albuquerque, creando un importante centro comercial mercantil que ahora es el centro de Albuquerque. 
Debido a la creciente tasa de delitos violentos, el pistolero Milt Yarberry fue nombrado primer mariscal de la ciudad ese año. New Albuquerque se incorporó como ciudad en 1885, con Henry N. Jaffa como primer alcalde. Fue incorporada como ciudad en 1891. : 232–233 Old Town siguió siendo una comunidad separada hasta la década de 1920, cuando fue absorbida por Albuquerque. Old Albuquerque High School, la primera escuela secundaria pública de la ciudad, se estableció en 1879. Congregation Albert, una sinagoga reformada establecida en 1897, es la organización judía más antigua de la ciudad.

### SigloXX

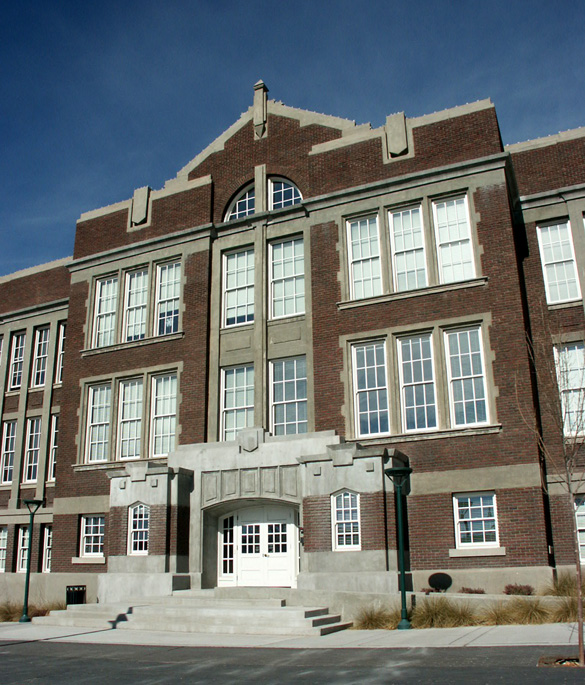
Old Albuquerque High, construido en 1914 (los estilos victoriano y gótico se utilizaron a finales del y principios del)

Para 1900, Albuquerque contaba con una población de 8000 habitantes y todas las comodidades modernas, incluido un ferrocarril eléctrico que conectaba Old Town, New Town y el campus de la Universidad de Nuevo México recientemente establecido en East Mesa. En 1902, se construyó el famoso Hotel Alvarado junto al nuevo depósito de pasajeros, y siguió siendo un símbolo de la ciudad hasta que fue demolido en 1970 para dejar espacio para un estacionamiento. En 2002, el Centro de Transporte de Alvarado se construyó en el sitio de una manera que se asemeja al antiguo hito. La gran estación de metro funciona como la sede central del departamento de tránsito de la ciudad. También sirve como un centro intermodal para autobuses locales, autobuses Greyhound, trenes de pasajeros de Amtrak y la línea de trenes de cercanías Rail Runner.
El clima seco de Nuevo México trajo a muchos pacientes con tuberculosis a la ciudad en busca de una cura a principios del siglo XX, y varios sanitarios surgieron en West Mesa para atenderlos a pacientes como el influyente gobernador de la era del New Deal Clyde Tingley y el famoso arquitecto del suroeste, John Gaw Meem. El Hospital Presbiteriano y el Hospital St. Joseph, dos de los hospitales más grandes del suroeste, tuvieron sus inicios durante este período.

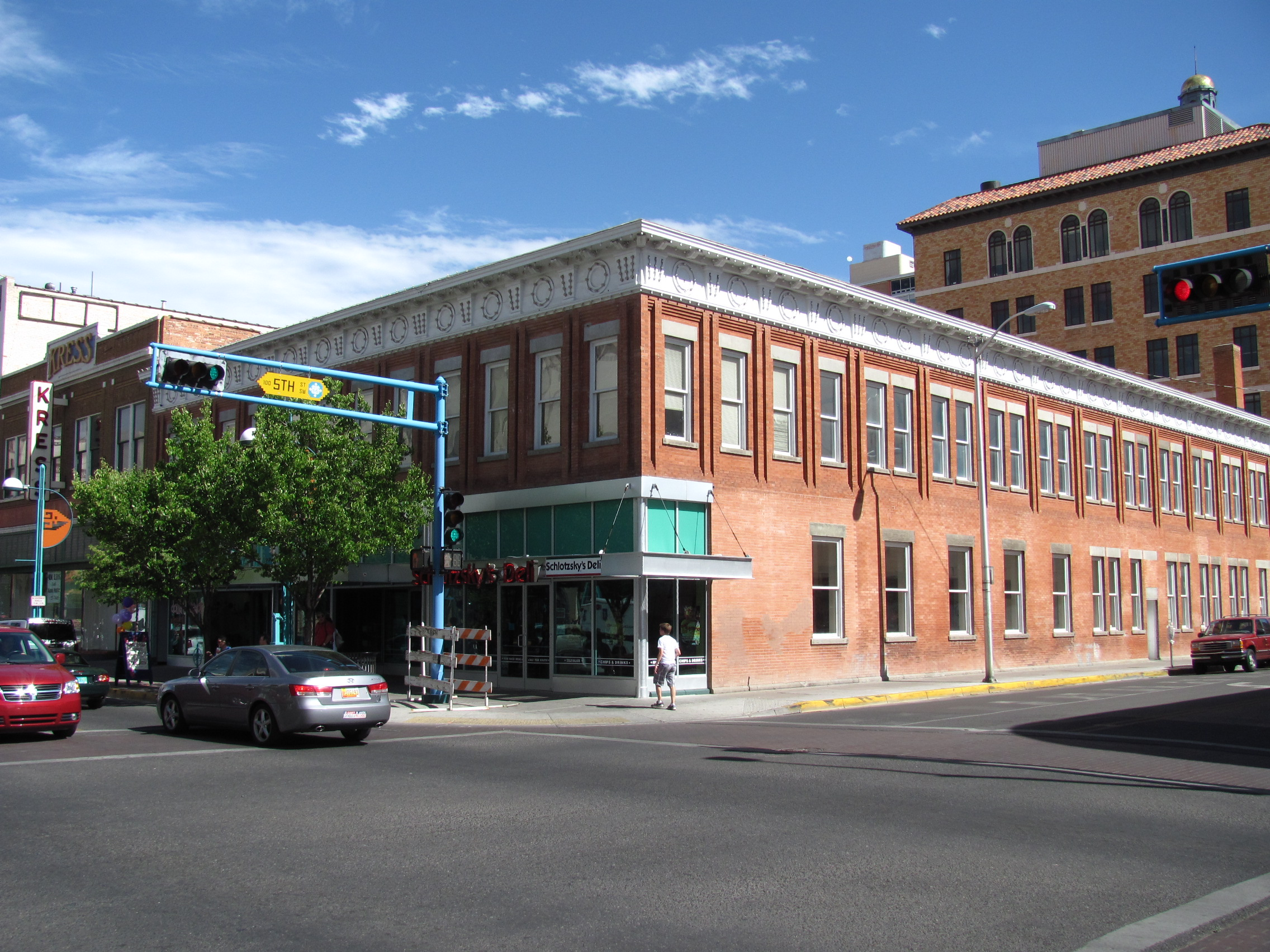
El edificio McCanna-Hubbell, construido en 1915, es uno de los muchos edificios históricos del centro de Albuquerque.

Los primeros viajeros de la Ruta 66 aparecieron en Albuquerque en 1926, y en poco tiempo, docenas de moteles, restaurantes y tiendas de regalos habían aparecido a lo largo de la carretera para atenderlos. La ruta 66 originalmente atravesaba la ciudad en una alineación de norte a sur a lo largo de Fourth Street, pero en 1937 se realineó a lo largo de Central Avenue, una ruta más directa de este a oeste. La intersección de la Cuarta y el centro de la ciudad fue el principal cruce de caminos de la ciudad durante décadas. La mayoría de las estructuras supervivientes de la era de la Ruta 66 están en Central, aunque también hay algunas en Fourth. Los letreros entre Bernalillo y Los Lunas a lo largo de la ruta antigua ahora tienen marcadores marrones de carreteras históricas que la denotan como la Ruta 66 anterior a 1937.
El establecimiento de la Base de la Fuerza Aérea de Kirtland en 1939, la Base Sandia a principios de la década de 1940 y los Laboratorios Nacionales Sandia en 1949, convertirían a Albuquerque en un actor clave de la Era Atómica. Mientras tanto, la ciudad continuó expandiéndose hacia el noreste, alcanzando una población de 201 189 habitantes en 1960. En 1990, fue de 384 736 habitantes y en 2007 fue de 518 271. En junio de 2007, Albuquerque fue catalogada como la sexta ciudad de más rápido crecimiento en los Estados Unidos. En 1990, la Oficina del Censo informó que la población de Albuquerque era 34.5 % hispana y 58.3 % blanca no hispana.
El 11 de abril de 1950, un bombardero B-29 de la USAF que portaba un arma nuclear se estrelló contra una montaña cerca de la Base Manzano. El 22 de mayo de 1957, un B-36 arrojó accidentalmente una bomba nuclear Mark 17 a 7,2 km de la torre de control mientras aterrizaba en la Base de la Fuerza Aérea de Kirtland. Solo el gatillo convencional detonó, la bomba estaba desarmada. Estos incidentes se clasificaron durante décadas.
El centro de Albuquerque entró en la misma fase y desarrollo (declive, renovación urbana con declive continuo y gentrificación) que casi todas las ciudades de los Estados Unidos. A medida que Albuquerque se extendía hacia afuera, el centro de la ciudad entró en deacdencia. Muchos edificios históricos fueron demolidos en las décadas de 1960 y 1970 para dar paso a nuevas plazas, rascacielos y estacionamientos como parte de la fase de renovación urbana de la ciudad. 

### SigloXXI
Durante el siglo XXI la población de Albuquerque ha seguido creciendo rápidamente. La población de la ciudad propiamente dicha se estimó en 528 497 habitantes en 2009, frente a 448 607 en el censo de 2000. Durante 2005 y 2006, la ciudad celebró su tricentenario con un programa diverso de eventos culturales.
La aprobación de la Estrategia de crecimiento planificado en 2002-2004 fue el esfuerzo más fuerte de la comunidad para crear un marco para un enfoque más equilibrado y sostenible del crecimiento urbano.
La expansión urbana está limitada por tres lados: Sandia Pueblo al norte, Isleta Pueblo y Kirtland Air Force Base al sur, y Sandia Mountains al este. El crecimiento suburbano continúa a un ritmo fuerte hacia el oeste, más allá del Monumento Nacional de los Petroglifos, que alguna vez se pensó que era un límite natural para el desarrollo en expansión.
Debido a los terrenos menos costosos y los impuestos más bajos, gran parte del crecimiento en el área metropolitana se está produciendo fuera de la propia ciudad de Albuquerque. En Río Rancho, al noroeste, las comunidades al este de las montañas y las partes incorporadas del condado de Valencia, las tasas de crecimiento de la población se acercan al doble de las de Albuquerque. Las principales ciudades del condado de Valencia son Los Lunas y Belén, las cuales albergan complejos industriales en crecimiento y nuevas subdivisiones residenciales. Los pueblos de montaña de Tijeras, Edgewood y Moriarty, aunque lo suficientemente cerca de Albuquerque como para ser considerados suburbios, han experimentado un crecimiento mucho menor en comparación con Río Rancho, Bernalillo, Los Lunas y Belen. 
El suministro limitado de agua y el terreno accidentado son los principales factores limitantes para el desarrollo de estas ciudades. El Consejo de Gobiernos de la Región Media (MRCOG), que incluye a electores de toda el área de Albuquerque, se formó para garantizar que estos gobiernos a lo largo del medio del río Grande pudieran satisfacer las necesidades de sus poblaciones en rápido crecimiento. El proyecto fundamental de MRCOG es actualmente el New Mexico Rail Runner Express. En octubre de 2013, el Albuquerque Journal informó que Albuquerque era la tercera mejor ciudad para poseer una propiedad de inversión.
Solo recientemente el centro de Albuquerque ha recuperado gran parte de su carácter urbano, principalmente a través de la construcción de muchos nuevos edificios de apartamentos tipo loft y la renovación de estructuras históricas como el Teatro KiMo, en la fase de gentrificación.

## Geografía

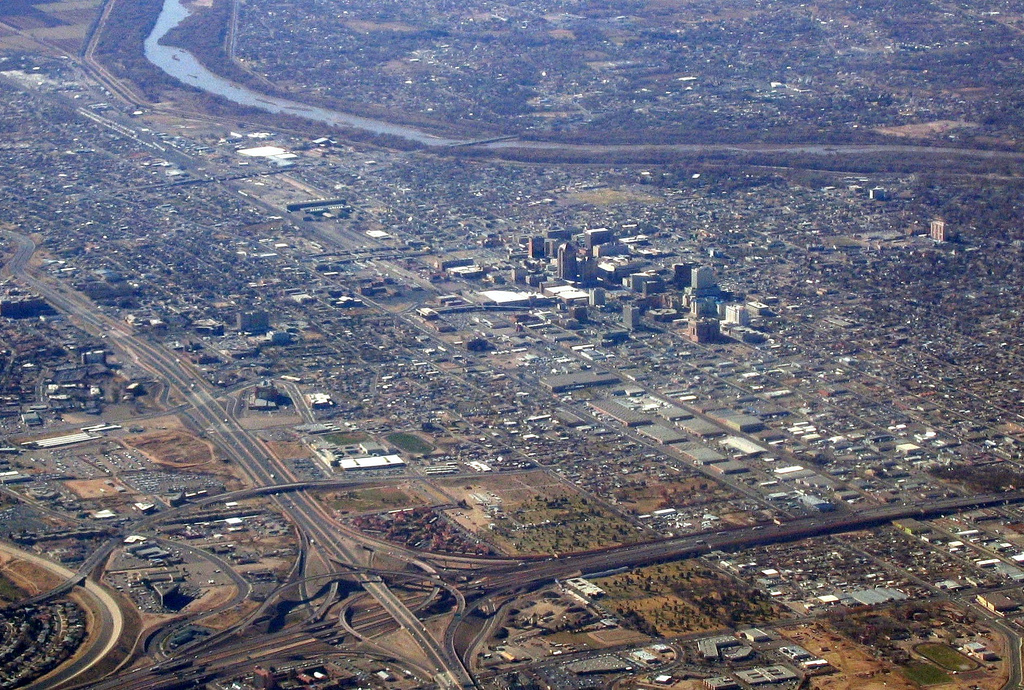
Vista aérea de Albuquerque

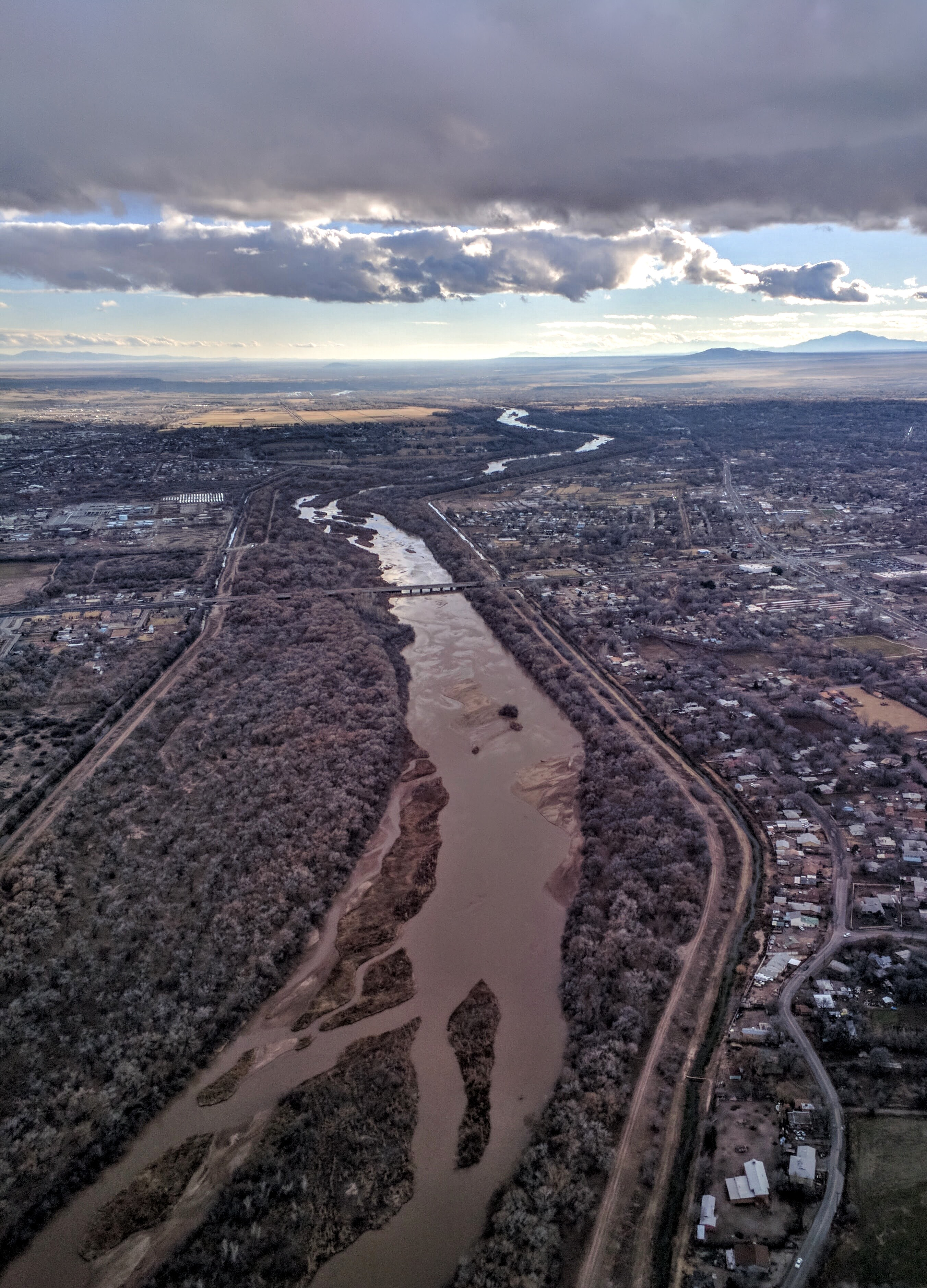
Vista aérea del río Grande a su paso por Albuquerque en 2016

Según la Oficina del Censo de los Estados Unidos, Albuquerque tiene un área total de 491 km², de los cuales 486 km² es tierra y 4,7 km², o 0,96 %, es agua.
Albuquerque se encuentra dentro del centro de la ecorregión Cuenca de Albuquerque (Albuquerque Basin), centrada en el río Bravo con su bosque de galería "Bosque", flanqueada por el este por las montañas Sandía-Manzano y al oeste por la Mesa del Oeste (West Mesa). Ubicada en el centro de Nuevo México, la ciudad también tiene influencias notables del semidesierto adyacente de la meseta de Colorado, las montañas de Nuevo México cubiertas de bosques de enebro y pino, y las mesetas del suroeste y las ecorregiones de estepa llanura, dependiendo de dónde se encuentre.

### Accidentes geográficos e hidrografía
Albuquerque tiene una de las elevaciones más altas de cualquier ciudad importante de los Estados Unidos, aunque los efectos de esto se ven atenuados en gran medida por su posición continental al suroeste. La elevación de la ciudad oscila entre 1490 m sobre el nivel del mar cerca del río Grande (en el valle) a más de 1950 m en las zonas de las colinas de Sandia Heights y Glenwood Hills. En el aeropuerto, la elevación es de 1631 m sobre el nivel del mar.
El río Grande está clasificado, como el Nilo, como un río "exótico". La parte de Nuevo México del río Grande se encuentra dentro del Valle del Rift del Río Grande, bordeada por un sistema de fallas, incluidas las que levantaron las montañas adyacentes a Sandía y Manzano, mientras que baja el área donde fluye ahora el río Grande que sustenta la vida.

### Geología y ecología
Albuquerque se encuentra en la cuenca de Albuquerque, una parte de la grieta del río Grande. Las montañas Sandía son la característica geográfica predominante visible en Albuquerque. Existe la creencia popular de que se debe a la coloración brillante de las montañas al atardecer: rosa brillante (carne de melón) y verde (cáscara de melón). El rosa se debe a las grandes exposiciones de los acantilados de granodiorita, y el verde se debe a las grandes franjas de bosques de coníferas. Sin embargo, señala Robert Julyan en The Place Names of New Mexico (Los topónimos de Nuevo México), "la explicación más probable es la que creían los indios de Sandía: los españoles, cuando se encontraron con el Pueblo en 1540, lo llamaron Sandía, porque pensaban que la calabaza que crecía allí eran sandías, y el nombre de Sandia pronto fue transferido a las montañas al este del pueblo". También señala que los indios del Pueblo de Sandía llaman a la montaña Bien Mur (montaña grande).
Las estribaciones de Sandía, en el lado oeste de las montañas, tienen suelos derivados de ese mismo material rocoso con diferentes tamaños de granito descompuesto, mezclado con áreas de arcilla y caliche (un depósito de carbonato de calcio común en el árido suroeste de Estados Unidos), junto con algunos lecho de roca de granito expuesto.
Debajo de las estribaciones, el área usualmente llamada Alturas del Noreste consiste en una mezcla de suelos arcillosos y caliche, superpuestos a una capa de granito descompuesto, resultante del lavado a largo plazo de ese material de las montañas adyacentes. Esta bajada es bastante notable cuando se conduce hacia Albuquerque desde el norte o el sur, debido a su pendiente bastante uniforme desde el borde de las montañas cuesta abajo hasta el valle. Las colinas de arena están esparcidas a lo largo del corredor de la I-25 y directamente sobre el valle del río Grande, formando el extremo inferior de las Alturas.
El valle del río Grande, debido al desplazamiento a largo plazo del canal del río actual, contiene capas y áreas de suelos que varían entre caliche, arcilla, marga e incluso algo de arena. Es la única parte de Albuquerque donde el nivel freático a menudo se encuentra cerca de la superficie, a veces a menos de 3 m.
La última área significativa de Albuquerque geológicamente es West Mesa: esta es la tierra elevada al oeste del río Grande, que incluye West Bluff, la terraza arenosa inmediatamente al oeste y por encima del río, y la escarpa volcánica bastante definida por encima y al oeste de la mayor parte de la ciudad desarrollada. La meseta occidental comúnmente tiene suelos a los que a menudo se hace referencia como arena de soplado, junto con arcilla y caliche ocasional e incluso basalto, acercándose al escarpe.
La vegetación de matorral y mesa como la artemisa (Artemisia filifolia), el arbusto de cuatro alas (Atriplex canescens), el pasto de arroz indio (Oryzopsis hymenoides), la semilla de arena (Sporobolus cryptandrus) y la semilla de la mesa (Sporobolus flexuosus) se encuentran a menudo en suelos arenosos. Los arroyos contienen sauce del desierto (Chilopsis linearis), mientras que las rupturas y la escarpa volcánica prominente incluyen zumaque de tres hojas con rodales menos frecuentes de enebro de una semilla (Juniperus monosperma), almez rojo (Celtis reticulata), mariola (Parthenium incanum) y arbusto de abejas u oreganillo (Aloysia wrightii). El zumaque de hoja pequeña aislado (Rhus microphylla) se encuentra en las laderas sobre Taylor Ranch y en el centro de visitantes del Monumento Nacional de los Petroglifos.
En el bosque se encuentran los sinónimos de álamo de río Grande (Populus deltoides var. Wislizeni), sauce coyote (Salix exigua), mezquite o tornillo (Prosopis pubescens), sauce de Gooding (Salix goodingii) y san sacatón (Sporobulus wrightii). Otros árboles nativos del bosque incluyen el olivo de Nuevo México (Forestiera pubescens var. Neomexicana), el nogal de Nuevo México (Juglans major) y el fresno de Nuevo México (Fraxinus velutina). También existen en grandes cantidades plantas no autóctonas como el olmo siberiano, el olivo ruso, el cedro salado, las moras, el Ailanthus y el pasto ravenna.
Las partes montañosas de la ciudad presentan pino piñón, roble vivo del desierto (Quercus turbinella), roble gris (Quercus grisea), caoba de montaña peluda (Cercocarpus breviflorus), enebro (Juniperus monosperma), piñón (Pinus edulis), zumaque de tres hojas (Rhus trilobata), tuna de Engelmann (Opuntia engelmannii), tuna de enebro (Opuntia hystricina var. juniperiana) y pasto de oso (Nolina greenei, antes considerada Nolina texana).
Las aves nativas como el gran correcaminos prosperan en la ciudad. Otras aves incluyen el cuervo común, el cuervo americano, el zarcillo de cola grande, la codorniz de Gambel y la escama, varias especies de colibríes, pinzón de casa, paloma, paloma de luto, paloma de ala blanca y de collar europeo (ambas apariciones recientes), zorro de pico curvo, pinyon jay, y halcones de Cooper, Swainson y cola roja. El valle alberga grullas grises cada invierno.

Otra fauna incluye reptiles y anfibios como el lagarto de cerca del suroeste y el látigo de Nuevo México (Aspidoscelis neomexicanus), la culebra de Nuevo México, la serpiente toro, los sapos de Woodhouse, los sapos de patas de espada de Nuevo México y el camarón renacuajo (Triops). Además de artrópodos como la cigarra de las llanuras, el vinagre, el ciempiés del desierto, el esfinge de rayas blancas (polilla colibrí), la cola de golondrina de dos colas, el escarabajo de la higuera, la mantis de Nuevo México y la hormiga recolectora.

#### Cuadrantes
Albuquerque se divide geográficamente en cuatro cuadrantes que son oficialmente parte de las direcciones postales. Son NE (noreste), NW (noroeste), SE (sureste) y SW (suroeste). La línea divisoria norte-sur es Central Avenue (el camino que tomó la Ruta 66 a través de la ciudad), y la línea divisoria este-oeste son las vías del Rail Runner.

##### Noreste
Este cuadrante ha experimentado una expansión habitacional desde finales de la década de 1950. Colinda con la base de las montañas Sandia y contiene partes de los vecindarios de las colinas, que son significativamente más altos, en elevación y rango de precios, que el resto de la ciudad. Desde Central Avenue y las vías del tren hasta el teleférico Sandia Peak, este es el cuadrante más grande tanto geográficamente como por población. Martineztown, la Universidad de Nuevo México, el Museo Maxwell de Antropología, Nob Hill, el área de Uptown que incluye tres centros comerciales (Coronado Center, ABQ Uptown y Winrock Town Center), Hoffmantown, Journal Center, Cliff's Amusement Park y Balloon Fiesta Park están todos en este cuadrante.
Algunos de los vecindarios más ricos de la ciudad se encuentran aquí, incluidos: High Desert, Tanoan, Sandia Heights y North Albuquerque Acres. Partes de Sandia Heights y North Albuquerque Acres están fuera de los límites de la ciudad propiamente dichos. Algunas casas en el alcance más lejano de este cuadrante se encuentran en el Bosque Nacional Cibola, un poco más allá de la línea del condado de Sandoval.

##### Noroeste

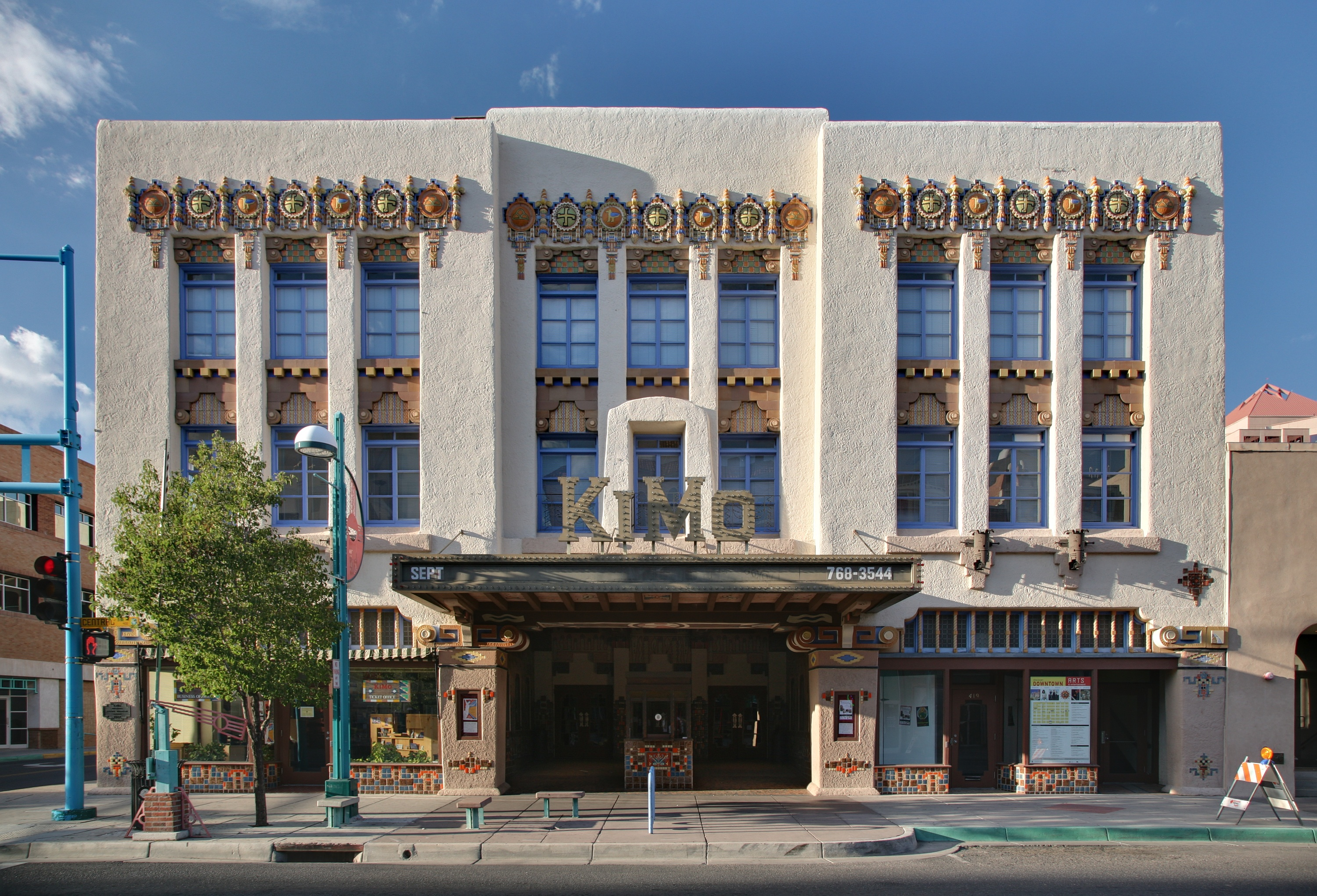
El Teatro KiMo en el centro

Este cuadrante contiene el casco histórico de Albuquerque, que data del siglo XVIII, así como el Centro Cultural Indian Pueblo. El área tiene una mezcla de distritos comerciales y vecindarios de bajos a altos ingresos. El noroeste de Albuquerque incluye la sección más grande del centro de la ciudad, el Parque Estatal Rio Grande Nature Center y el Bosque, el Monumento Nacional Petroglyph, el Aeropuerto Double Eagle II, el vecindario Paradise Hills, Taylor Ranch y Cottonwood Mall.
Este cuadrante también contiene el asentamiento de North Valley, fuera de los límites de la ciudad, que tiene algunas casas caras y pequeños ranchos a lo largo del río Grande. La ciudad de Albuquerque envuelve el pueblo de Los Ranchos de Albuquerque. Una pequeña porción del área de rápido desarrollo en el lado oeste del río al sur de los Petroglifos, conocida como Mesa Oeste o Lado Oeste, que consiste principalmente en subdivisiones residenciales tradicionales, también se extiende hacia este cuadrante. La ciudad propiamente dicha limita al norte con el Valle Norte, el pueblo de Corrales y la ciudad de Río Rancho.

##### Sureste

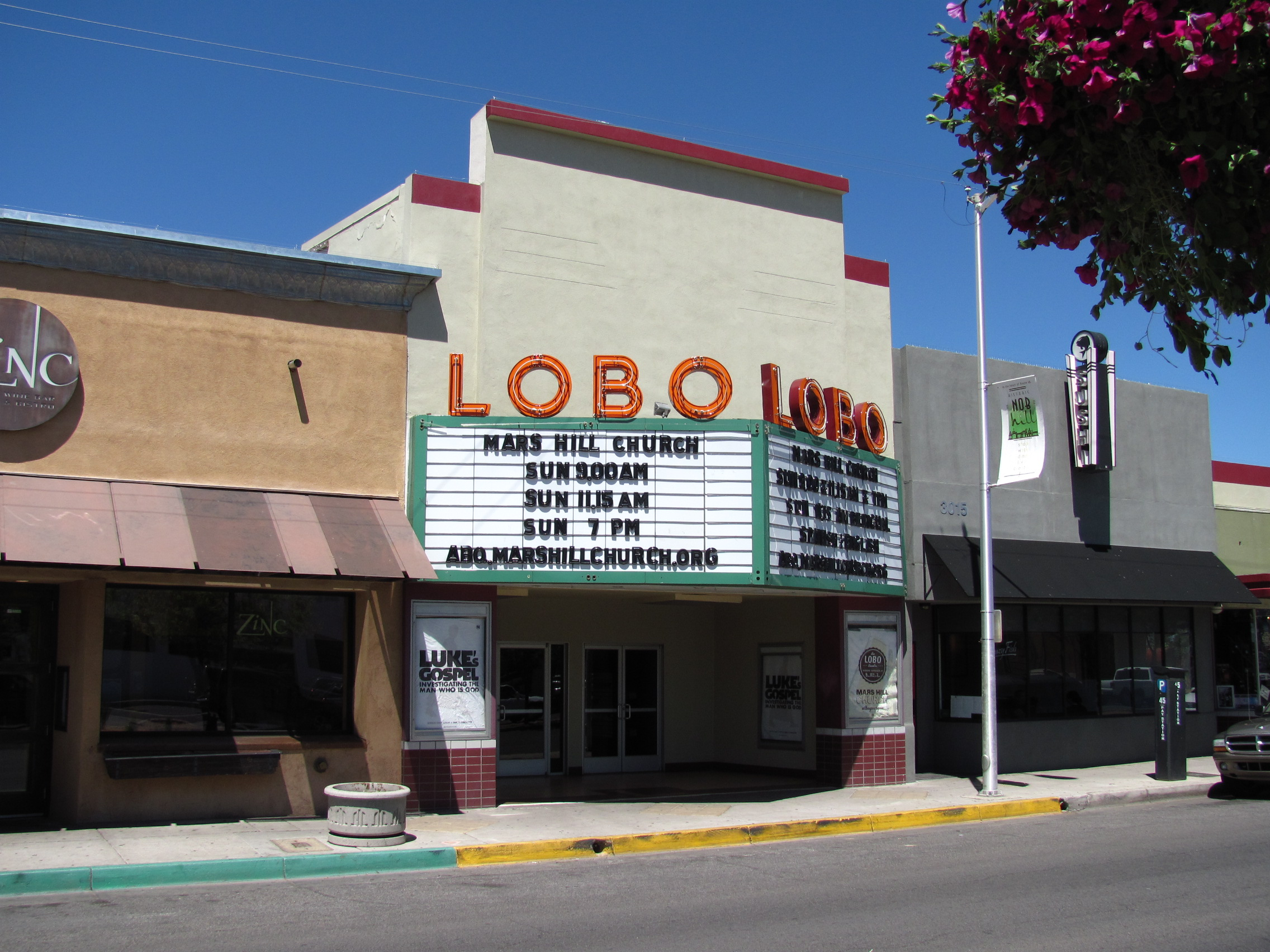
Teatro Lobo en Nob Hill

Kirtland Air Force Base, Sandia National Laboratories, Sandia Science & Technology Park, Albuquerque International Sunport, Eclipse Aerospace, American Society of Radiologic Technologists, Central New Mexico Community College, Albuquerque Veloport, University Stadium, Río Grande Credit Union Field en Isotopes Park, The Pit, Mesa del Sol, The Pavilion, Albuquerque Studios, Isleta Resort & Casino, el Museo Nacional de Ciencia e Historia Nuclear, New Mexico Veterans 'Memorial y Talin Market están todos en el cuadrante sureste. Una parte de esta sección de Albuquerque se conoce como el Distrito Internacional, debido a la gran cantidad de comunidades de inmigrantes que se han asentado y prosperan en el cuadrante sureste.
El exclusivo vecindario de Four Hills se encuentra en las estribaciones del sureste de Albuquerque. Otros vecindarios incluyen Nob Hill, Ridgecrest, Willow Wood y Volterra.

##### Sur oeste
Tradicionalmente compuesto por áreas agrícolas, rurales y vecindarios suburbanos, el cuadrante suroeste comprende el extremo sur del centro de Albuquerque, el vecindario de Barelas, el lado oeste de rápido crecimiento y la comunidad de South Valley a menudo llamado The South Valley.. Aunque el Valle Sur no se encuentra dentro de los límites de la ciudad de Albuquerque, el cuadrante se extiende hasta la Reserva Indígena Isleta. Las subdivisiones suburbanas más nuevas en West Mesa, cerca de los límites del suroeste de la ciudad, se unen a casas de construcción más antigua, algunas que datan de la década de 1940. Este cuadrante incluye las antiguas comunidades de Atrisco, Los Padillas, Huning Castle, Kinney, Westgate, Westside, Alamosa, Mountainview y Pajarito. El Bosque, el Centro Cultural Nacional Hispano, el Zoológico de Río Grande y Tingley Beach también están aquí.
Un nuevo plan de desarrollo adoptado, el Plan Maestro de Santolina, extenderá el desarrollo en el lado oeste más allá de 118th Street SW hasta el borde del Valle del Río Puerco y albergará 100 000 para 2050. No está claro en este momento si el desarrollo de Santolina será anexado por la ciudad de Albuquerque o incorporado como su propia ciudad.

## Clima
El clima de Albuquerque es un clima semiárido frío (BWk en la clasificación climática de Köppen), caracterizado por la gran diferencia estacional y por unas precipitaciones poco abundantes (que varían de una zona a otra de la ciudad). Se presentan más de 270 días soleados anualmente. Las lluvias, pese a ser poco abundantes, están bien esparcidas a lo largo de los meses; siendo julio, agosto y septiembre los meses con mayor precipitación. Las temperaturas son extremas, en invierno son frecuentes las heladas por debajo de -15 °C, mientras que en verano se superan 35 °C durante varios días e incluso pueden alcanzar 40 °C. 
| Parámetros climáticos promedio de Albuquerque (Aeropuerto Internacional Sunport), normales 1991–2020, extremos 1891–presente | Parámetros climáticos promedio de Albuquerque (Aeropuerto Internacional Sunport), normales 1991–2020, extremos 1891–presente | Parámetros climáticos promedio de Albuquerque (Aeropuerto Internacional Sunport), normales 1991–2020, extremos 1891–presente | Parámetros climáticos promedio de Albuquerque (Aeropuerto Internacional Sunport), normales 1991–2020, extremos 1891–presente | Parámetros climáticos promedio de Albuquerque (Aeropuerto Internacional Sunport), normales 1991–2020, extremos 1891–presente | Parámetros climáticos promedio de Albuquerque (Aeropuerto Internacional Sunport), normales 1991–2020, extremos 1891–presente | Parámetros climáticos promedio de Albuquerque (Aeropuerto Internacional Sunport), normales 1991–2020, extremos 1891–presente | Parámetros climáticos promedio de Albuquerque (Aeropuerto Internacional Sunport), normales 1991–2020, extremos 1891–presente | Parámetros climáticos promedio de Albuquerque (Aeropuerto Internacional Sunport), normales 1991–2020, extremos 1891–presente | Parámetros climáticos promedio de Albuquerque (Aeropuerto Internacional Sunport), normales 1991–2020, extremos 1891–presente | Parámetros climáticos promedio de Albuquerque (Aeropuerto Internacional Sunport), normales 1991–2020, extremos 1891–presente | Parámetros climáticos promedio de Albuquerque (Aeropuerto Internacional Sunport), normales 1991–2020, extremos 1891–presente | Parámetros climáticos promedio de Albuquerque (Aeropuerto Internacional Sunport), normales 1991–2020, extremos 1891–presente | Parámetros climáticos promedio de Albuquerque (Aeropuerto Internacional Sunport), normales 1991–2020, extremos 1891–presente |
| Mes | Ene. | Feb. | Mar. | Abr. | May. | Jun. | Jul. | Ago. | Sep. | Oct. | Nov. | Dic. | Anual |
| --- | --- | --- | --- | --- | --- | --- | --- | --- | --- | --- | --- | --- | --- |
| Temp. máx. abs. (°C) | 22.2 | 26.1 | 29.4 | 31.7 | 36.7 | 41.7 | 40.6 | 38.9 | 37.8 | 32.8 | 28.3 | 22.2 | 41.7 |
| Temp. máx. media (°C) | 9.1 | 12.3 | 17.1 | 21.3 | 26.6 | 32.4 | 32.9 | 31.6 | 28.1 | 21.4 | 14.1 | 8.5 | 21.3 |
| Temp. media (°C) | 3 | 5.5 | 9.7 | 13.8 | 18.9 | 24.5 | 26.1 | 24.9 | 21.3 | 14.7 | 7.6 | 2.7 | 14.4 |
| Temp. mín. media (°C) | -3.1 | -1.2 | 2.3 | 6.2 | 11.3 | 16.6 | 19.2 | 18.3 | 14.5 | 7.8 | 1.2 | -3 | 7.5 |
| Temp. mín. abs. (°C) | -27.2 | -23.3 | -14.4 | -10.6 | -3.9 | 1.7 | 5.6 | 7.8 | -3.3 | -7.2 | -21.7 | -26.7 | -27.2 |
| Precipitación total (mm) | 9.1 | 10.9 | 11.7 | 13 | 11.2 | 14.5 | 41.7 | 33.3 | 29.2 | 22.1 | 14.5 | 13.5 | 224.5 |
| Nevadas (cm) | 3.6 | 3.8 | 1.8 | 0.8 | 0 | 0 | 0 | 0 | 0 | 0.8 | 2.3 | 7.1 | 20.1 |
| Días de precipitaciones (≥ 0.2 mm)                                                                                           | 3.6 | 3.7 | 3.8 | 2.8 | 3.7 | 3.5 | 8.7 | 8.3 | 5.9 | 4.7 | 3.4 | 4.0 | 56.1 |
| Días de nevadas (≥ 0.2 cm)                                                                                                   | 1.9 | 1.6 | 1.0 | 0.3 | 0.0 | 0.0 | 0.0 | 0.0 | 0.0 | 0.3 | 0.9 | 2.5 | 8.5 |
| Horas de sol | 234.2 | 225.3 | 270.2 | 304.6 | 347.4 | 359.3 | 335.0 | 314.2 | 286.7 | 281.4 | 233.8 | 223.3 | 3415.4 |
| Humedad relativa (%) | 56.3 | 49.8 | 39.7 | 32.5 | 31.1 | 29.8 | 41.9 | 47.1 | 47.4 | 45.3 | 49.9 | 56.8 | 44.0 |
| Fuente: NOAA (humedad y horas de sol 1961–1990)                                                                              | | | | | | | | | | | | | |

## Arte y cultura
Uno de los principales eventos de arte en el estado es la Feria de Artes y Oficios de Nuevo México, un espectáculo sin fines de lucro exclusivo para artistas de Nuevo México y que se celebra anualmente en Albuquerque desde 1961. Albuquerque es la sede de más de 300 organizaciones, museos, festivales y asociaciones de artes visuales, música, danza, literatura, cine, etnias y artesanías.

### Puntos de interés

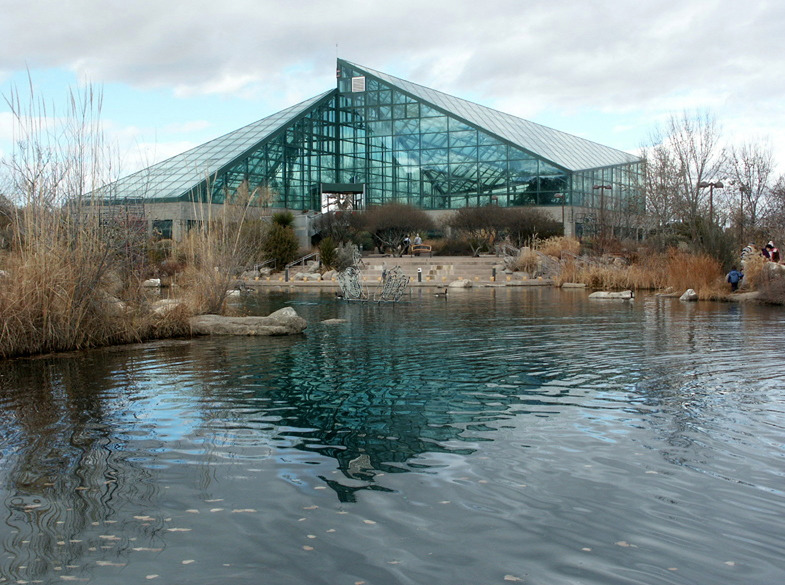
Jardín Botánico de Albuquerque

Los museos, galerías, tiendas y otros puntos de interés locales incluyen el Parque Biológico de Albuquerque, el Museo de Albuquerque, el Museo de Historia Natural y Ciencia de Nuevo México y el casco antiguo de Albuquerque. Los lugares de actuación/música en vivo de Albuquerque incluyen el Anfiteatro Isleta, el Coliseo Tingley, el Teatro Sunshine y el Teatro KiMo.
La cocina local presenta de manera prominente el chile verde, que está ampliamente disponible en los restaurantes, incluidas las cadenas nacionales de comida rápida. Albuquerque tiene una escena de restaurantes activa, y los restaurantes locales reciben atención en todo el estado, varios de ellos se han convertido en cadenas estatales.
El área de esquí de Sandia Peak, adyacente a Albuquerque, ofrece recreación tanto de invierno como de verano en las montañas Sandia. Cuenta con Sandia Peak Tramway, el segundo tranvía aéreo de pasajeros más largo del mundo y el más largo de América. Se extiende desde el extremo noreste de la ciudad hasta Sandia Peak, la cima de la estación de esquí, y tiene el tercer tramo individual más largo del mundo. La elevación en la cumbre es de aproximadamente 3139 m sobre el nivel del mar. Un restaurante de alta cocina, TEN 3 (estilizado como 10|3), se encuentra en la parte superior.

### Fiesta Internacional de Globos

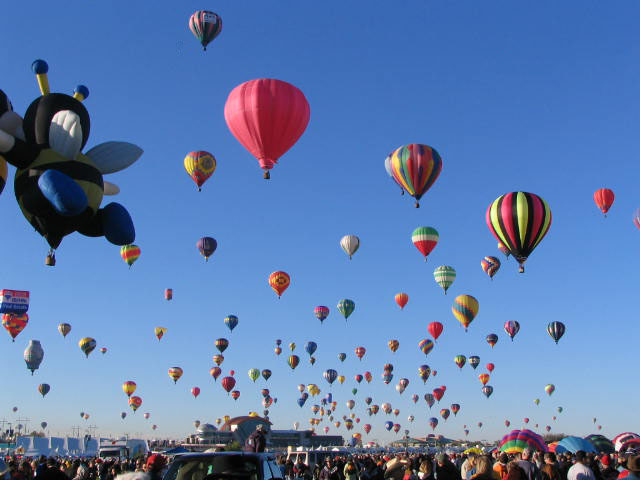
Festival Internacional de Globos de Albuquerque

El Festival Internacional de Globos de Albuquerque se lleva a cabo en Balloon Fiesta Park la primera semana de octubre. Aunque el Covid-19 global forzó la cancelación del evento de 2020, regresó con éxito en 2021. Es una de las mayores atracciones de Albuquerque. Todos los días se ven cientos de globos aerostáticos, y hay música en vivo, artesanías y comida.

### Arquitectura
John Gaw Meem, a quien se le atribuye el desarrollo y la popularización de la arquitectura neopueblo, tenía su sede en Santa Fe, pero recibió una importante comisión en Albuquerque en 1933 como arquitecto de la Universidad de Nuevo México. Conservó esta comisión durante el siguiente cuarto de siglo y desarrolló el estilo distintivo del suroeste de la universidad. : 317 Meem también diseñó la Iglesia Catedral de San Juan en 1950.
Albuquerque cuenta con un paisaje urbano nocturno único. Muchos exteriores de edificios están iluminados con colores vibrantes como el verde y el azul. El edificio Wells Fargo está iluminado en verde. El DoubleTree Hotel cambia de color todas las noches y el edificio de Compass Bank se ilumina en azul. La rotonda del palacio de justicia del condado está iluminada en amarillo, mientras que la parte superior de Bank of Albuquerque y Bank of the West está iluminada en amarillo rojizo. Debido a la naturaleza del suelo en el valle del río Grande, el horizonte es más bajo de lo que cabría esperar en una ciudad de tamaño comparable en cualquier otro lugar.

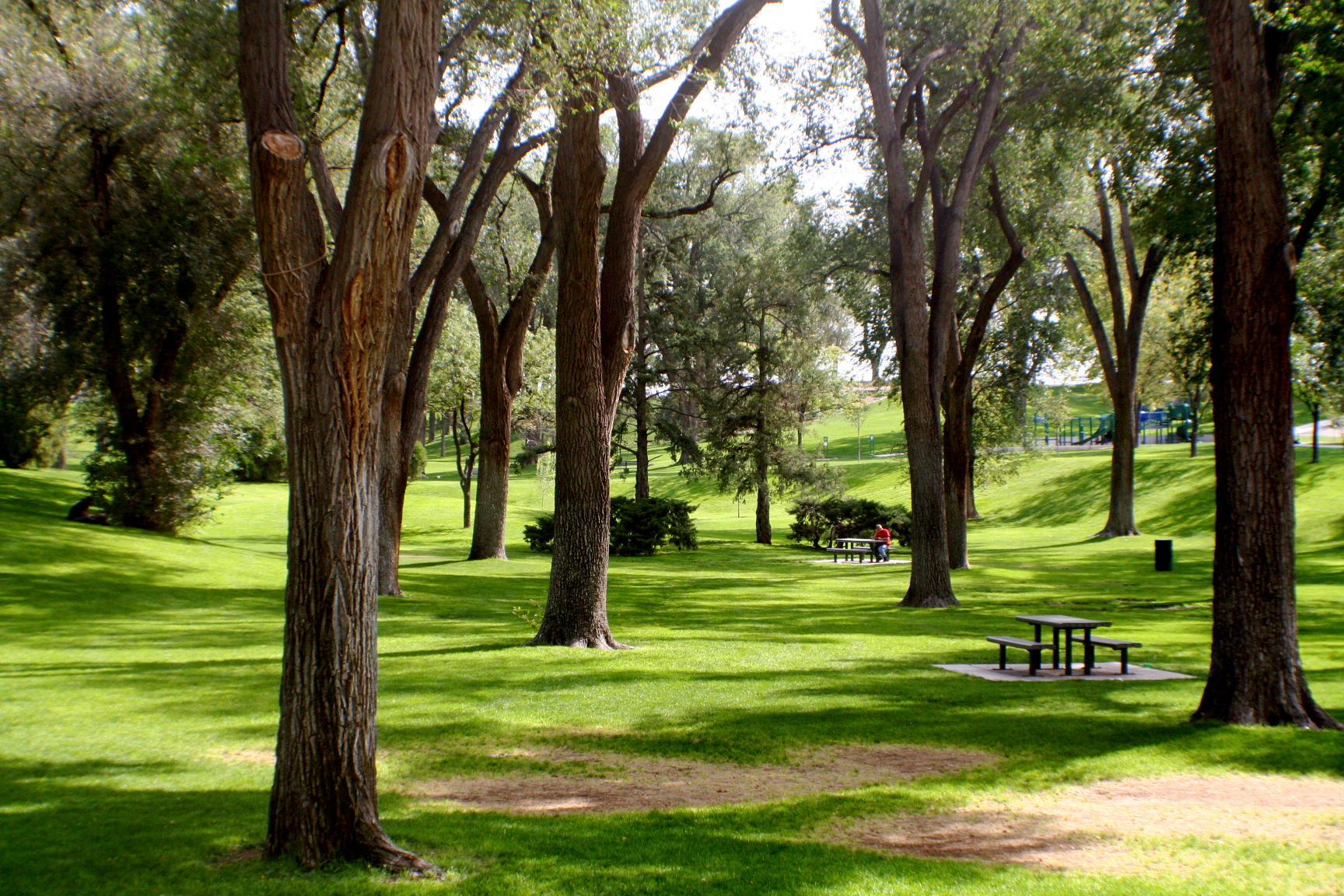
Roosevelt Park es un parque histórico en el centro de Albuquerque

### Bibliotecas
El sistema de bibliotecas del condado de Albuquerque Bernalillo consta de dieciocho bibliotecas para servir a la ciudad, incluida la biblioteca principal, la sucursal de colecciones especiales (biblioteca principal antigua) y la sucursal de Ernie Pyle, que se encuentra en la antigua casa del destacado corresponsal de guerra Ernie Pyle. La Old Main Library fue la primera biblioteca de Albuquerque y desde 1901 hasta 1948 fue la única biblioteca pública. La biblioteca original fue donada al estado por Joshua y Sarah Raynolds. Después de sufrir algunos daños por un incendio en 1923, la ciudad decidió que era hora de construir un edificio para trasladar la biblioteca, sin embargo, en 1970, incluso después de que se hicieron las adiciones, la población y las necesidades de la biblioteca habían superado el edificio para su uso como biblioteca principal. y se convirtió en Colecciones Especiales. La Old Main Library fue reconocida como un hito en septiembre de 1979. No fue sino hasta 1974 con el traslado de la Biblioteca del Valle Sur a un nuevo edificio que Bernalillo construyó y administró una biblioteca pública. No mucho después, en 1986, el gobierno de Bernalillo y Albuquerque decidió que los poderes conjuntos funcionarían mejor para atender las necesidades de la comunidad y crearon el Sistema de Bibliotecas del Condado de Albuquerque/Bernalillo.

### Parques
Según el Trust for Public Land, Albuquerque tiene 291 parques públicos a partir de 2017, la mayoría de los cuales son administrados por el Departamento de Parques y Recreación de la ciudad. La cantidad total de zonas verdes es 111 km², o aproximadamente el 23 % del área total de la ciudad, uno de los porcentajes más altos entre las grandes ciudades de Estados Unidos. Aproximadamente el 82 % de los residentes de la ciudad viven a poca distancia de un parque.
Albuquerque tiene un complejo botánico y zoológico llamado Parque Biológico de Albuquerque, que consta del Jardín Botánico de Río Grande, el Acuario de Albuquerque, Tingley Beach y el Zoológico de Río Grande.

## Economía
Albuquerque se encuentra en el centro del Corredor Tecnológico de Nuevo México, una concentración de empresas privadas de alta tecnología e instituciones gubernamentales a lo largo del río Grande. Las instituciones más grandes cuyos empleados contribuyen a la población son numerosas e incluyen los Laboratorios Nacionales Sandia, la Base de la Fuerza Aérea de Kirtland y las empresas contratistas que llevan a trabajadores altamente educados a una región un tanto aislada. Intel opera una gran fábrica de semiconductores o "fab" en los suburbios de Río Rancho, en el vecino condado de Sandoval, con su consiguiente gran inversión de capital. Northrop Grumman está ubicado a lo largo de la I-25 en el noreste de Albuquerque, y Tempur-Pedic está ubicado en West Mesa junto a la I-40.
El innovador en energía solar y diseño arquitectónico Steve Baer instaló su empresa, Zomeworks, en la región a fines de la década de 1960; y el Laboratorio Nacional de Los Álamos, Sandia y el Laboratorio Nacional Lawrence Livermore cooperan aquí en una empresa que comenzó con el Proyecto Manhattan. En enero de 2007, Tempur-Pedic abrió un 800 000 pies cuadrados (74 322,4 m²) fábrica de colchones en el noroeste de Albuquerque. SCHOTT Solar, Inc., anunció en enero de 2008 que abriría un 200 000 pies cuadrados (18 580,6 m²) instalaciones de fabricación de receptores para centrales termosolares (CSP) y 64MW de módulos fotovoltaicos (PV). La instalación cerró en 2012.
La revista Forbes calificó a Albuquerque como la mejor ciudad de Estados Unidos para negocios y carreras en 2006 y como la decimotercera mejor (de 200 áreas metropolitanas) en 2008. La ciudad fue clasificada séptima entre las capitales de ingeniería de Estados Unidos en 2014 por la revista Forbes. Albuquerque se ubicó entre las 10 mejores ciudades para vivir según US News & World Report en 2009 y fue reconocida como el cuarto mejor lugar para vivir para familias por la red TLC. Fue clasificada entre las mejores ciudades para empleos en 2007 y entre los 50 mejores lugares para vivir y jugar por National Geographic Adventure.

## En la cultura popular
Muchos cortos de dibujos animados de Bugs Bunny en la serie de los Looney Tunes muestran a Bugs viajando por el mundo y excavando bajo tierra. Cada vez que termina en el lugar equivocado, Bugs consulta un mapa y se queja: "Sabía que debería haber tomado ese toin (turn; en español, giro, curva) izquierdo en Albuquerque". Si no lo hace, de alguna manera, los errores pueden terminar a miles de kilómetros fuera de su curso. (Bugs usa esa línea por primera vez en el episodio El último disparo de 1945.)
La película de Marvel Studios The Avengers (2012) se filmó principalmente (> 75 %) en los estudios de Albuquerque.
A Million Ways to Die in the West (2014), dirigida por Seth MacFarlane, fue filmada en varias áreas de Albuquerque y Santa Fe y sus alrededores.
Los grupos de música con sede en Albuquerque incluyen A Hawk and A Hacksaw, Beirut, The Echoing Green, The Eyeliners, Hazeldine, Leiahdorus, Oliver Riot, Scared of Chaka y The Shins.
La canción de Neil Young "Albuquerque" se puede encontrar en el álbum Tonight's the Night.
La canción "Albuquerque" de Al Yankovic está en su álbum Running with Scissors.
Albuquerque es el escenario de las series In Plain Sight y Breaking Bad, de las cuales la segunda ha impulsado significativamente el turismo en la zona. Better Call Saul, un derivado de Breaking Bad y la película de Netflix de 2019 El Camino: A Breaking Bad Movie también se desarrollan en Albuquerque y sus alrededores.
"Hungry, Hungry Homer", el episodio 15 de la duodécima temporada de Los Simpson, presenta a Albuquerque como el lugar donde los propietarios del equipo de béisbol Springfield Isotopes desean trasladarse. El nombre del verdadero equipo de la Liga Menor de Isótopos de Albuquerque se inspiró en el episodio.
Albuquerque es el escenario de la serie de películas High School Musical, aunque se rodaron en Salt Lake City (Utah).

## Ciudades hermanadas
- Alburquerque (España)
- Gijón (España)
- Asjabad (Turkmenistán)
- Chihuahua (México)
- Guadalajara (México)
- Meoqui (México)
- Torreón (México)
- Helmstedt (Alemania)
- Hualien (Taiwán)
- Lanzhou (China)
- Sasebo (Japón)
- Rejovot (Israel)[59]